# Эльпидииды
Эльпидииды (лат. Elpidiidae) — семейство глубоководных голотурий.
У них полупрозрачное тело с длинными и толстыми ножками, действующими как ноги. Рот окружён толстыми и короткими ротовыми щупальцами, а на спинной части также часто видны пары удлинённых ножек, направленных вверх. У некоторых видов также могут быть плавательные придатки в верхней части рта. При попадании в тёплую воду их тела распадаются, что делает их уязвимыми для внезапных перепадов температуры.

## Роды
В семейство включают следующие роды:
- Achlyonice Théel, 1879
- Amperima Pawson, 1965
- Ellipinion Hérouard, 1923
- Elpidia Théel, 1876
- Irpa Danielssen & Koren, 1878
- Kolga Danielssen & Koren, 1879
- Peniagone Théel, 1882
- Penilpidia Gebruk, 1988
- Protelpidia Gebruk, 1983
- Psychrelpidia Hérouard, 1923
- Psychroplanes Gebruk, 1988
- Rhipidothuria Hérouard, 1901
- Scotoplanes Théel, 1882